# Eisenbahnviadukt Biatorbágy
Das Eisenbahnviadukt Biatorbágy (ungarisch Biatorbágyi vasúti viadukt) ist ein ehemaliges Eisenbahnviadukt in Fachwerkbauweise in der ungarischen Stadt Biatorbágy. Es handelt sich um zwei 20 bis 25 Meter hohe Brücken, die das Tal des Füzes-Bachs überspannen. Sie waren ab Ende des 19. Jahrhunderts Bestandteil der Bahnstrecke Budapest–Hegyeshalom, bevor diese 1975 in Biatorbágy verlegt wurde. Heute wird die rechte (nördliche) Brücke als Fuß- und Radweg genutzt.
Bekanntheit erlangte die Brücke durch einen Anschlag auf den Nachtschnellzug Budapest–Wien am 13. September 1931. Nach der Sprengung der Gleise, als der Zug das Viadukt passierte, stürzten die Lokomotive und sechs Wagen in die Tiefe. 22 Menschen kamen ums Leben. 

## Geschichte
Die nördliche (rechte) Brücke wurde zwischen 1883 und 1884 als Teil der Hauptbahn Budapest–Wien gut 15 Kilometer westlich des Bahnhofs Budapest-Kelenföld errichtet. Sie lag zu diesem Zeitpunkt zwischen den Orten Bia und Torbágy, die sich erst später zur Stadt Biatorbágy vereinigten. Als die Bahnstrecke zweigleisig ausgebaut wurde, wurde 1898 ein zweites Viadukt südlich der bestehenden Brücke errichtet, auf dem das linke Gleis geführt wurde. Aufgrund von Problemen mit der Statik musste die Konstruktion des älteren rechten Viadukts in den ersten Jahrzehnten mehrfach verstärkt werden. Auch das linke Viadukt wurde im Zuge der Elektrifizierung der Strecke, durch die höhere Fahrtgeschwindigkeiten möglich waren, verstärkt.

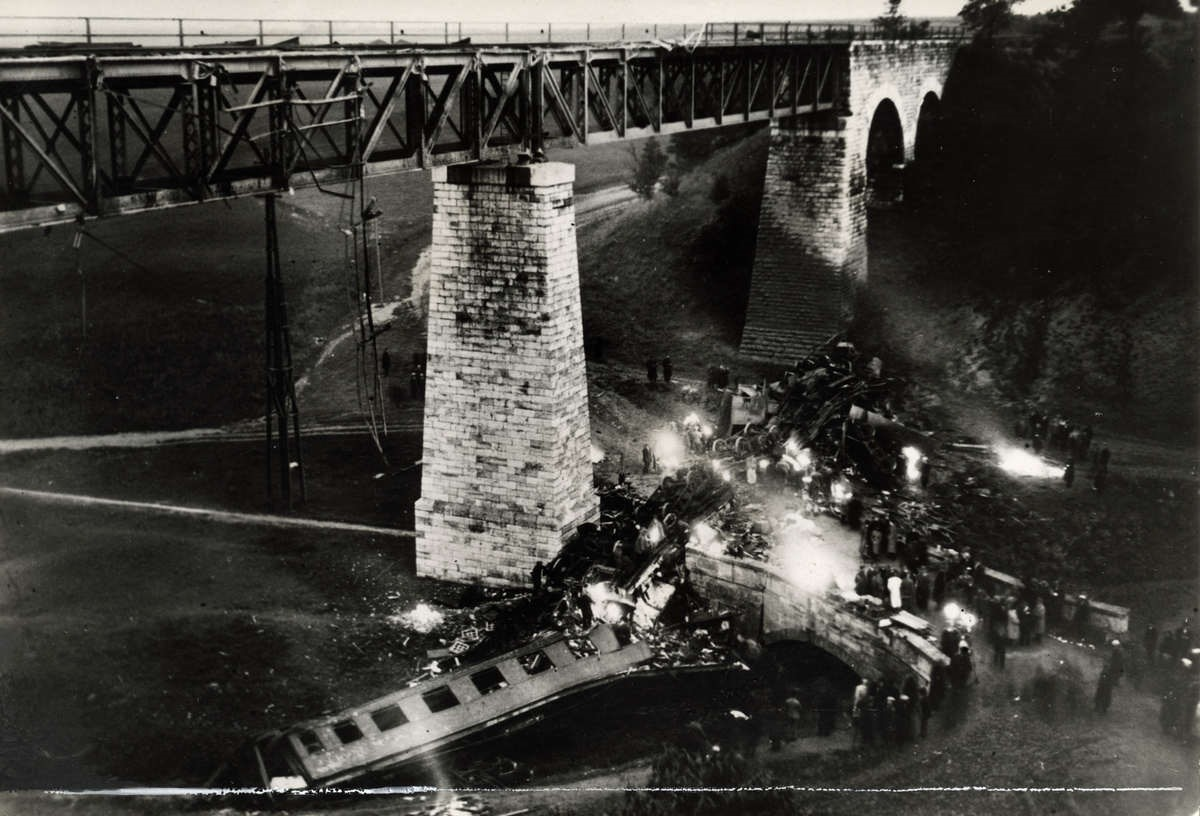
Abgestürzte Waggons nach dem Anschlag von Biatorbágy

Am 13. September 1931 verübte der Attentäter Sylvester Matuska am Eisenbahnviadukt Biatorbágy einen Anschlag auf den Nachtschnellzug Budapest–Wien. Er sprengte die Gleise mit einer mit Ekrasit gefüllten Rohrbombe, als der Zug einige Minuten nach Mitternacht das rechte Viadukt passierte. Daraufhin stürzten die Lokomotive und sechs der zwölf Wagen des Zuges von der Brücke. Bei dem Anschlag kamen 22 Menschen ums Leben und 17 weitere wurden schwer verletzt. Die Rettungsarbeiten im schlammigen Gelände dauerten mehrere Tage, und die Brücke konnte nach dem Anschlag zunächst nur eingleisig passiert werden. 1933 wurde das rechte Viadukt wiederaufgebaut.
1975 wurde die Bahnstrecke, die mittlerweile mitten durch den Ort führte, an den nördlichen Ortsrand verlegt, sodass der Verkehr auf dem Viadukt eingestellt wurde. Nachdem die Brücken zunächst vom Abriss bedroht waren, erwarb sie die Gemeinde Biatorbágy in den 1980er Jahren von der MÁV und restaurierte sie. Auf dem rechten Viadukt wurde ein Rad- und Fußweg errichtet, das linke Viadukt ist nicht zugänglich. Das Bauwerk steht unter Denkmalschutz.